# Lorenzo Piqué
Lorenzo Piqué (* 17. září 1990, Rotterdam, Nizozemsko) je nizozemský fotbalový obránce se surinamskými kořeny, který působí v nizozemském klubu FC Oss.
Jeho vzdáleným příbuzným – bratrancem je fotbalista Mitchell Piqué.

## Klubová kariéra
Nastupoval v mládežnických týmech Feyenoordu, ale do A-mužstva se nedostal. V roce 2009 ho získal nizozemský klub ADO Den Haag.